# Superlativ (kasus)
Superlativ (förkortat: SUP eller SUPL) är ett grammatiskt kasus som anger rörelse uppå någonting. På svenska uttrycks motsvarande vanligtvis med prepositionen uppå eller ovanpå.
- Jag kastade bollen ovanpå huset.